# فيليبس فاورمان
فيليبس فاورمان (بالهولندية: Philips Wouwerman)‏ (و. 1619 – 1668 م) هو رسام، وفنان من هولندا، ولد في هارلم، توفي في هارلم، عن عمر يناهز 49 عاماً.

## روابط خارجية
- فيليبس فاورمان على موقع الموسوعة البريطانية (الإنجليزية)
- فيليبس فاورمان على موقع ديسكوغز (الإنجليزية)